# Bradina pycnolopha
Bradina pycnolopha là một loài bướm đêm trong họ Crambidae.